# سید محمد میرمحمدی
سید محمد میرمحمدی (۱۲ اسفند ۱۳۲۷ در قم – ۱۲ اسفند ۱۳۹۸ در تهران) سیاستمدار ایرانی و عضو حقیقی مجمع تشخیص مصلحت نظام بود.
میرمحمدی نمایندهٔ حوزهٔ انتخابیهٔ قم در دورهٔ ششم و هفتم مجلس شورای اسلامی بود. او همچنین به مدت ۱۲ سال در دو دولت سید علی خامنه‌ای و دولت اول اکبر هاشمی رفسنجانی، رئیس دفتر رئیس‌جمهور ایران بود. سید محمد میرمحمدی در تاریخ ۲۳ مرداد ۱۳۹۶ به عضویت مجمع تشخیص مصلحت نظام منصوب شد. وی همچنین استاد تمام دانشکده اقتصاد دانشگاه علامه طباطبایی بود.
میرمحمدی در پی شیوع کروناویروس در ایران درگذشت.

## خانواده
سید محمد میرمحمدی فرزند سید ابوالفضل میرمحمدی عضو مجلس خبرگان رهبری و خواهرزاده سید موسی شبیری زنجانی مرجع تقلید شیعه بود.

## درگذشت
محمد میرمحمدی صبح روز دوشنبه ۱۲ اسفند ۱۳۹۸ در پی شیوع کروناویروس در ایران به دلیل ابتلا به بیماری کروناویروس ۲۰۱۹ در بیمارستان دکتر مسیح دانشوری در روز تولد ۷۱ سالگی‌اش درگذشت. مادر وی که خواهر موسی شبیری زنجانی بود نیز روز ۸ اسفند به دلیل ابتلای به ویروس کرونا درگذشت.